# Klub Żak

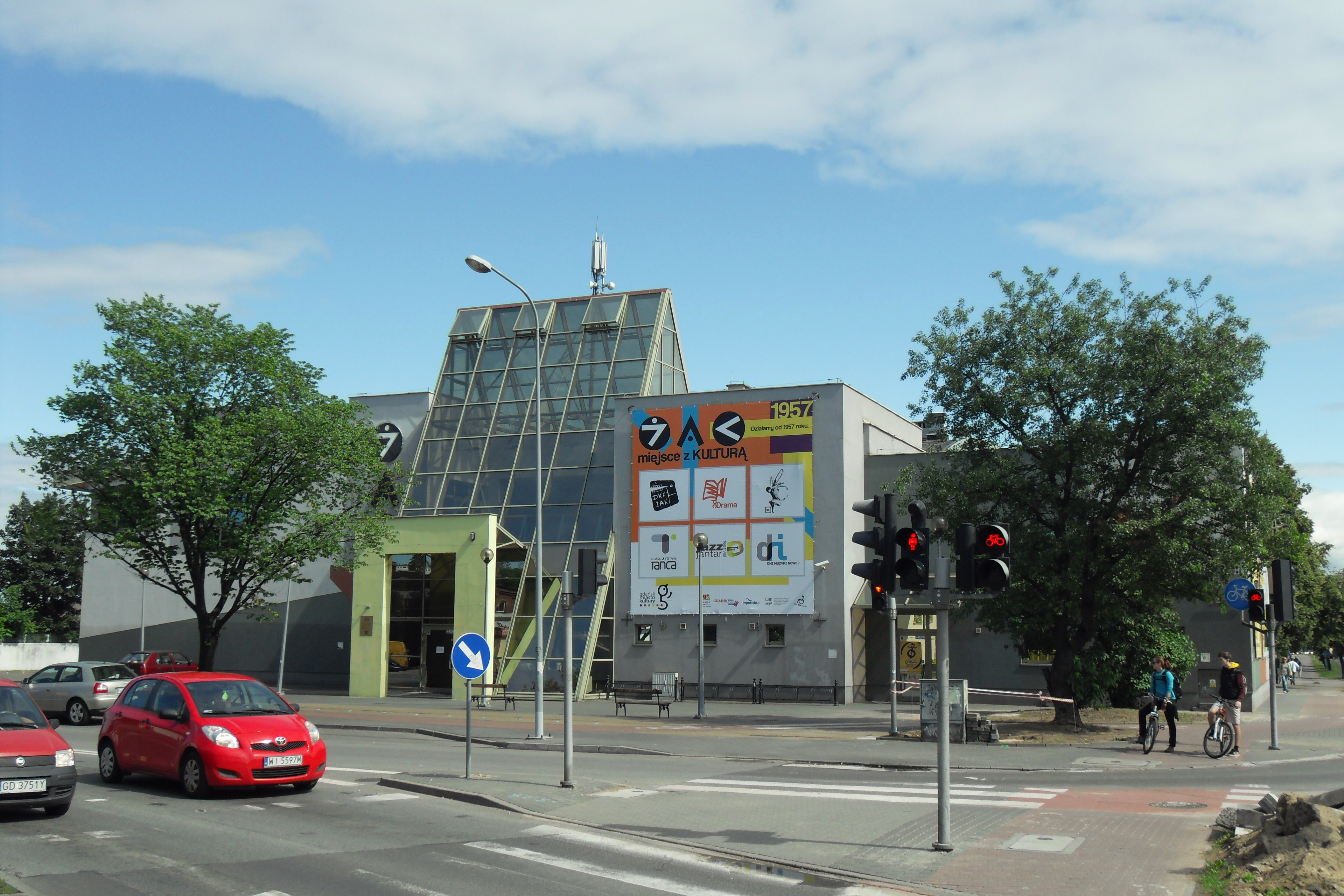
Obecna siedziba klubu w dzielnicy Wrzeszcz Górny

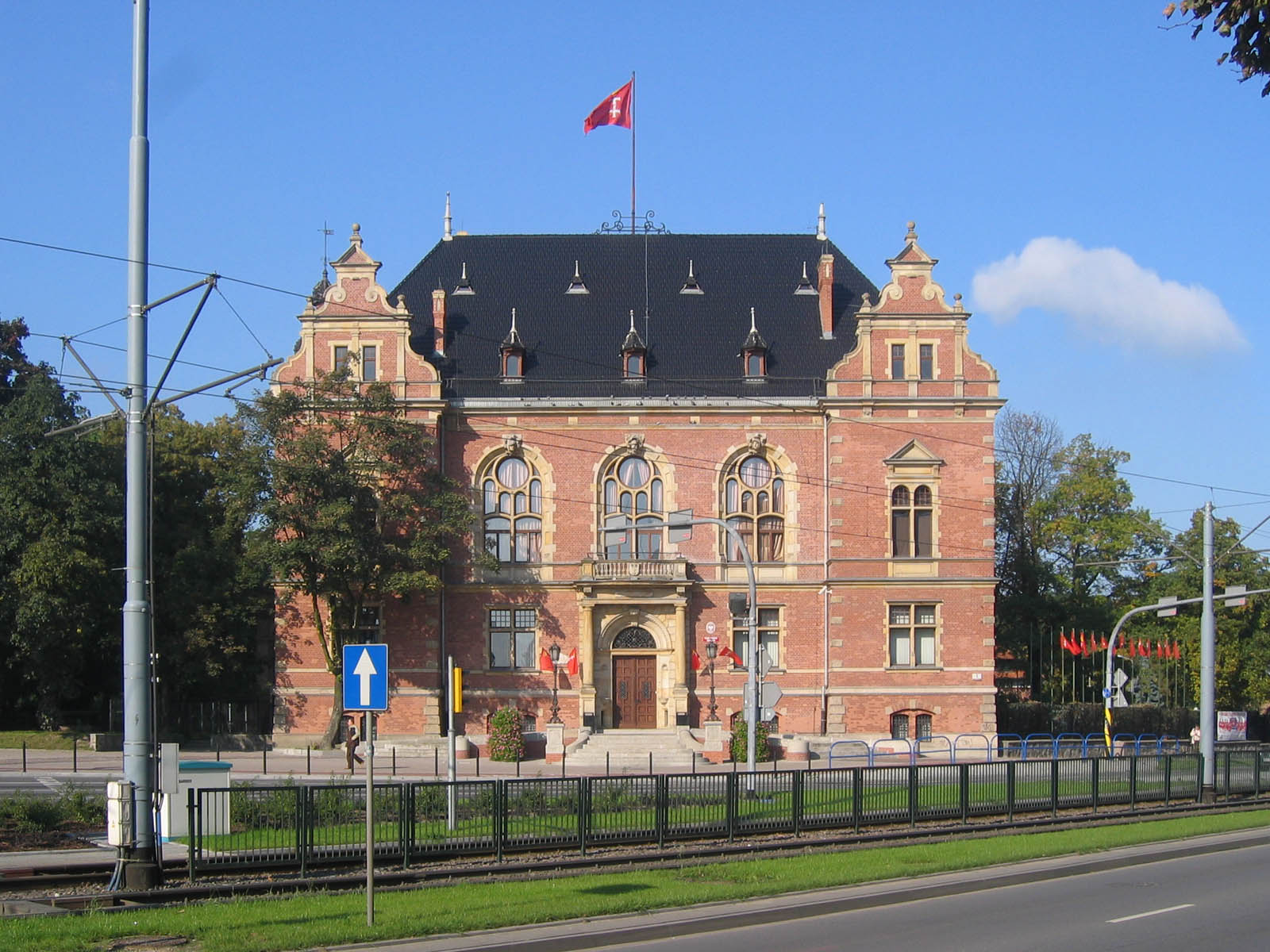
Nowy Ratusz, w którym w latach 1957–1995 mieścił się Klub Studentów Wybrzeża „Żak”, przed wojną siedziba Przedstawiciela Ligi Narodów w Wolnym Mieście Gdańsku

Klub Żak – ośrodek kultury (jednostka organizacyjna miasta Gdańsk) mieszczący się przy al. Grunwaldzkiej 197 w Gdańsku i nawiązujący tradycją do swojego poprzednika, znanego jako Klub Studentów Wybrzeża ŻAK. Nowa siedziba Klubu ŻAK zlokalizowana jest na granicy Wrzeszcza, Strzyży i Zaspy-Młyniec.

## Historia
Początki Klubu Studentów Wybrzeża ŻAK, którego następcą jest Klub ŻAK, sięgają 1955 i mają związek z powołaniem Dyskusyjnego Klubu Filmowego Studentów i Młodej Inteligencji, który w 1957 znalazł siedzibę w XIX-wiecznym budynku przy ul. Wały Jagiellońskie i działał w tym miejscu do 1978 (obecnie Nowy Ratusz – siedziba Rady Miasta Gdańska). Formalnym opiekunem powołanego w 1957 roku Klubu Studentów Wybrzeża Żak było Zrzeszenie Studentów Polskich. Obok grup teatralnych, kabaretowych i DKF-u, który po śmierci Zbyszka Cybulskiego przybrał jego imię, w klubie działali plastycy, filmowcy amatorzy, muzycy (m.in. Czesław Niemen). W latach 1978–1987 miał miejsce kompleksowy remont budynku Żaka. W tym czasie klub kontynuował działalność w kameralnym biurze, kinie i kawiarni na ul. Długiej (nad kinem „Leningrad”, dzisiaj „Neptun”). W 1991 roku władze miasta Gdańska postanowiły wypowiedzieć umowę dzierżawy starego Żaka ZSP, które nie osiągnąwszy porozumienia z NZS-em na temat nowej formuły dla klubu, rozwiązało Klub Studentów Wybrzeża ŻAK. Kilku radnych przygotowało projekt nowego klubu. 1 kwietnia 1991 roku powstał Klub ŻAK o statucie miejskiej instytucji kultury.

## Działy działalności programowej

### Kino Studyjne ŻAK i Dyskusyjny Klub Filmowy ŻAK im. Zbyszka Cybulskiego
Kino ŻAK prowadzone przez DKF ŻAK im. Zbyszka Cybulskiego (działa od 1955 r.) jest kinem studyjnym z ambitnym repertuarem prezentującym współczesne kino artystyczne i historię kina. Kino działa codziennie (od 2 do 4 seansów). Zajmuje powierzchnię 180 m² (148 miejsc).

### Scena Muzyczna ŻAK
Koncerty obejmują różnorodne gatunki muzyki: od bluesa, poprzez jazz, niezależne formacje post-rockowe, muzykę improwizowaną, po wykonawców z pogranicza współczesnej muzyki poważnej.

### Scena Teatralna ŻAK
Scena Teatralna ŻAK mieści się w sali koncertowo-teatralnej, zwanej również suwnicową (217 m²). Koncerty i przedstawienia teatralne może oglądać od 200 (miejsca siedzące - krzesła) do 700 (miejsca stojące) osób. Oferta obejmuje spektakle teatrów z Polski i zagranicy (przeglądy teatralne) oraz trójmiejskich teatrów offowych (Scena Otwarta). Scena umożliwia czynny udział w warsztatach w ramach Alternatywnej Szkoły Teatralnej oraz daje możliwość wzięcia udziału w wykładach wybitnych specjalistów. W jej ramach odbywają się próby żakowskich teatrów, zajęcia Akademii Sztuk Teatralnych, prezentacje spektakli, spotkania, wykłady, promocje książek, próby czytane.

### Galeria ŻAK
Na całkowitą powierzchnię wystawienniczą Galerii składa się pasaż (103 m²) znajdujący się pomiędzy kawiarnią a salą koncertowo teatralną i przechodzący w hol prowadzący do kina oraz galeria (60 m²) mieszcząca się na pierwszym piętrze w szklanej piramidzie.
Zadaniem Galerii ŻAK jest promowanie absolwentów gdańskiej ASP, młodych twórców trójmiejskich.

### Kawiarnia muzyczna
W ramach Klubu ŻAK działa kawiarnia muzyczna, która wraz z zapleczem gastronomicznym i magazynami zajmuje powierzchnię około 200 m² i może przyjąć jednorazowo do 100 gości.